# Ben-Zion Sternberg
Ben-Zion Sternberg (בן-ציון שטרנברג) est un homme politique israélien.

## Biographie
Il est né dans l'empire d'Autriche-Hongrie maintenant en Ukraine. En 1914, il sert dans l'armée Autriche-Hongrie, dans les Forces armées austro-hongroises comme officier durant la Première Guerre mondiale. 
Il s'installe en 1940 en Palestine mandataire pour fuir le nazisme.     
En 1948 il est signataire de la Déclaration d'indépendance de l'État d'Israël. 